# Qualitätspakt Lehre
Der Qualitätspakt Lehre (kurz QPL) war ein deutsches Bund-Länder-Programm mit dem Ziel, die Betreuung der Studierenden und die Lehrqualität an Hochschulen zu verbessern. Die Bundesregierung stellte dafür zwischen 2011 und 2020 in zwei Förderphasen rund zwei Milliarden Euro zur Verfügung.

## Geschichte
Die Änderung des Artikel 91b des Grundgesetzes für die Bundesrepublik Deutschland im Zuge der Grundgesetz-Reform 2014 gab dem Bund zusätzliche Möglichkeiten, sich finanziell zugunsten der Hochschulen zu engagieren. Auf dieser Grundlage kam es 2010 zwischen Bund und Ländern zu einer Verwaltungsvereinbarung zum Qualitätspakt Lehre, durch die Fördermittel zunächst bis 2016 bereitgestellt wurden. Im Jahr 2015 wurde positiv über die Anschlussförderung bis Ende 2020 entschieden.
Zur Verstetigung des QPL wurde 2020 auf Grundlage einer Bund-Länder-Vereinbarung die Stiftung Innovation in der Hochschullehre gegründet.

## Ziele
Ziele des QPL waren
- eine bessere Personalausstattung von Hochschulen,
- deren Unterstützung bei der Qualifizierung und Weiterqualifizierung ihres Personals,
- die Sicherung und Weiterentwicklung einer qualitativ hochwertigen Hochschullehre.

Neben der eigentlichen Projektförderung wurden parallel Konferenzen für den Austausch und die Vernetzung der geförderten Projekte organisiert.

## Förderung
In der ersten Förderphase bis 2016 haben sich mehr als 90 % der antragsberechtigten 240 öffentlichen Hochschulen mit einem Konzept für gute Lehre beteiligt. Davon wurden 186 Hochschulen aus allen Bundesländern mit einem Gesamtvolumen von 951 Mio. Euro gefördert, im Detail:
- 78 Universitäten,
- 78 Fachhochschulen,
- 30 Kunst- und Musikhochschulen.

Für die zweite Förderphase bis Ende 2020 wurden auf Grundlage von Zwischenbegutachtungen aus diesen Hochschulen 156 zur Weiterförderung mit insgesamt 833 Mio. Euro ausgewählt:
- 71 Universitäten,
- 61 Fachhochschulen,
- 24 Kunst- und Musikhochschulen.[3][4]